# Пензенская крепость
Пензенская крепость или Пензенский кремль — крепость Пензенской засечной черты, построенная в 1663 году на возвышенности на левом берегу Суры к северу от впадения в неё реки Пензы.  Пензенская крепость стала ядром города Пензы.

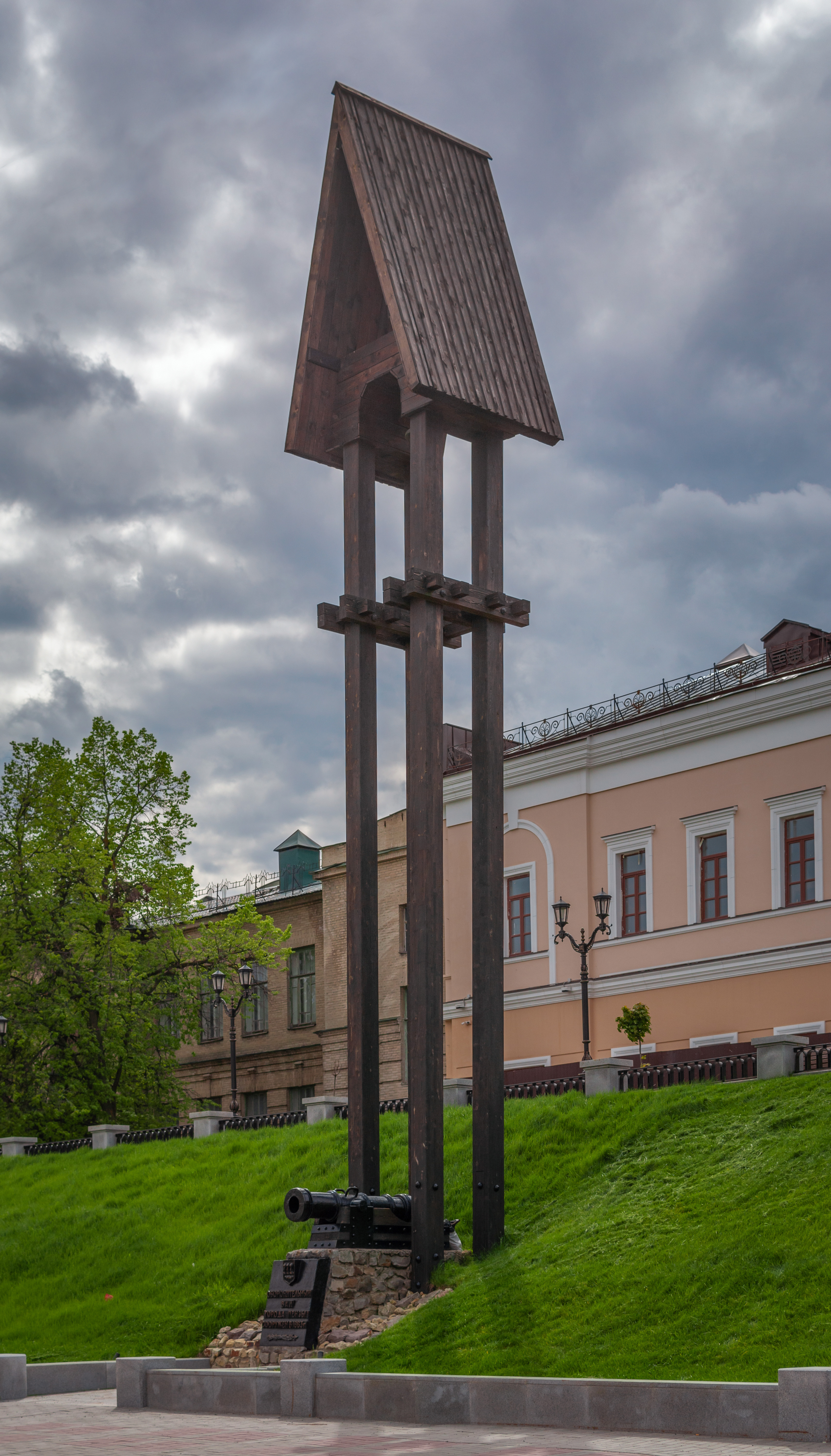
Оборонительный вал Пензенской крепости по ул. Кирова

Крепость была основана по указу царя Алексея Михайловича. Руководить строительством крепости было поручено воеводе Ю. Е. Котранскому, а её план был разработан О. И. Зумеровским (обрусевшим немцем Йозефом фон Зоммером). Первым воеводой новой крепости был Е. П. Лачинов. Рядом с крепостью образовались посад и слободы. Уже через несколько лет после основания крепость была захвачена (в 1670 году) участниками Разинского восстания. Во второй половине XVII и первой четверти XVIII века Пенза неоднократно подвергалась нападениям крымских татар, ногайцев, калмыков, башкир. В 1717 году в ходе Кубанского погрома крепость выдержала четырёхдневную ногайско-черкесскую осаду, которую возглавлял крымский военачальник Бахты-Гирей. В 1774 году город был сдан повстанцам во время восстания Пугачёва. Захватив с собой вооружения и казну, Пугачёв вскоре покинул Пензу и она была вновь занята правительственными войсками.
Согласно описанию, сделанному в 1703 году воеводой С. И. Путятиным, крепость была четырёхугольной формы, деревянной и рубленой в одну стену. У неё было восемь башен, из которых четыре были наугольными и две — проездными. Также из крепости наружу вели два тайника. Общая протяжённость стен составляла 931 м, а площадь крепости — 5,3 га. Крепостные стены стояли на высоком валу, который был окружён глубоким рвом, наполненным водой. Внутри крепости находились соборная церковь Всемилостивого Спаса, дома соборных причетников, воеводский дом, воеводский двор, караульня, провиантские амбары,  артиллерийский двор, подушная канцелярия и изба для колодников.
По-видимому, стены и башни были снесены за ненадобностью в конце XVIII века. От крепости на некоторых участках остались валы.